# مسجد ومدرسة الأشرف برسباي (المعز)
مسجد ومدرسة السلطان الأشرف برسباى أو المدرسة الأشرفية. ويقع هذا المسجد بشارع المعز لدين الله عند تلاقيه بشارع جوهر القائد وقد بدأ الملك الأشرف برسباى في إنشائه سنة 826 هـ / 1424 م وهو أحد المساجد الثلاثة التي أنشأها الأشرف برسباى وثانيهما مسجده الملحق به مدفنه وخانقاه بقرافة المماليك الذي أنشأ ببلده الخانكة سنة 841 هـ / 1437 م وتتميز هذه المساجد بجمال الهندسة وبلغت فيها صناعة الرخام والشبابيك الجصية المفرغة المحلاة بالزجاج الملون شأنا عظيما في الدقة والإتقان.

## الوصف
تتكون المدرسة من شكل مستطيل تبلغ مساحته (1760) مترا وهى ذات تخطيط متعامد ، هذا بخلاف مساحة ملحقاتها الأخرى مثل السبيل والكتاب والمكتبة والضريح وسكن الطلبة.

## معرض صور

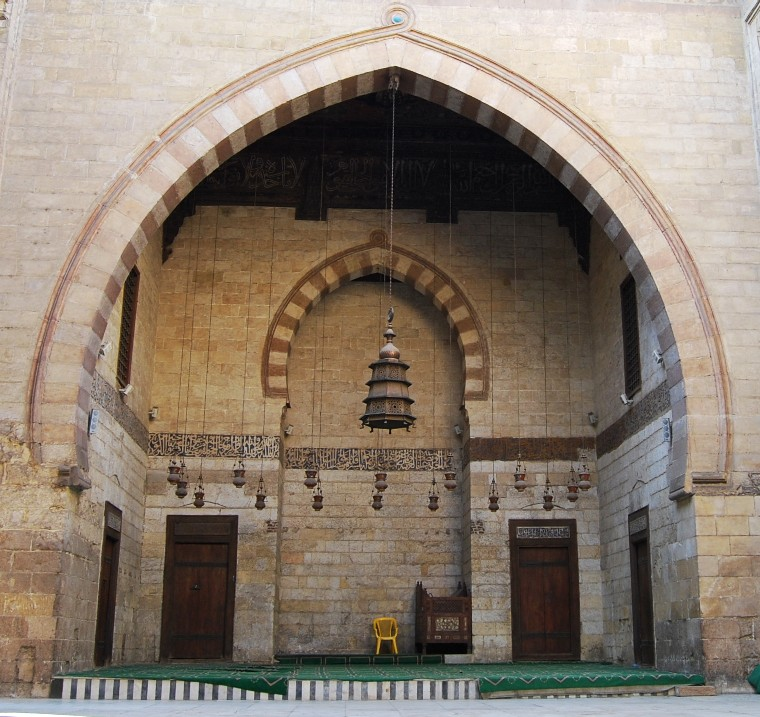
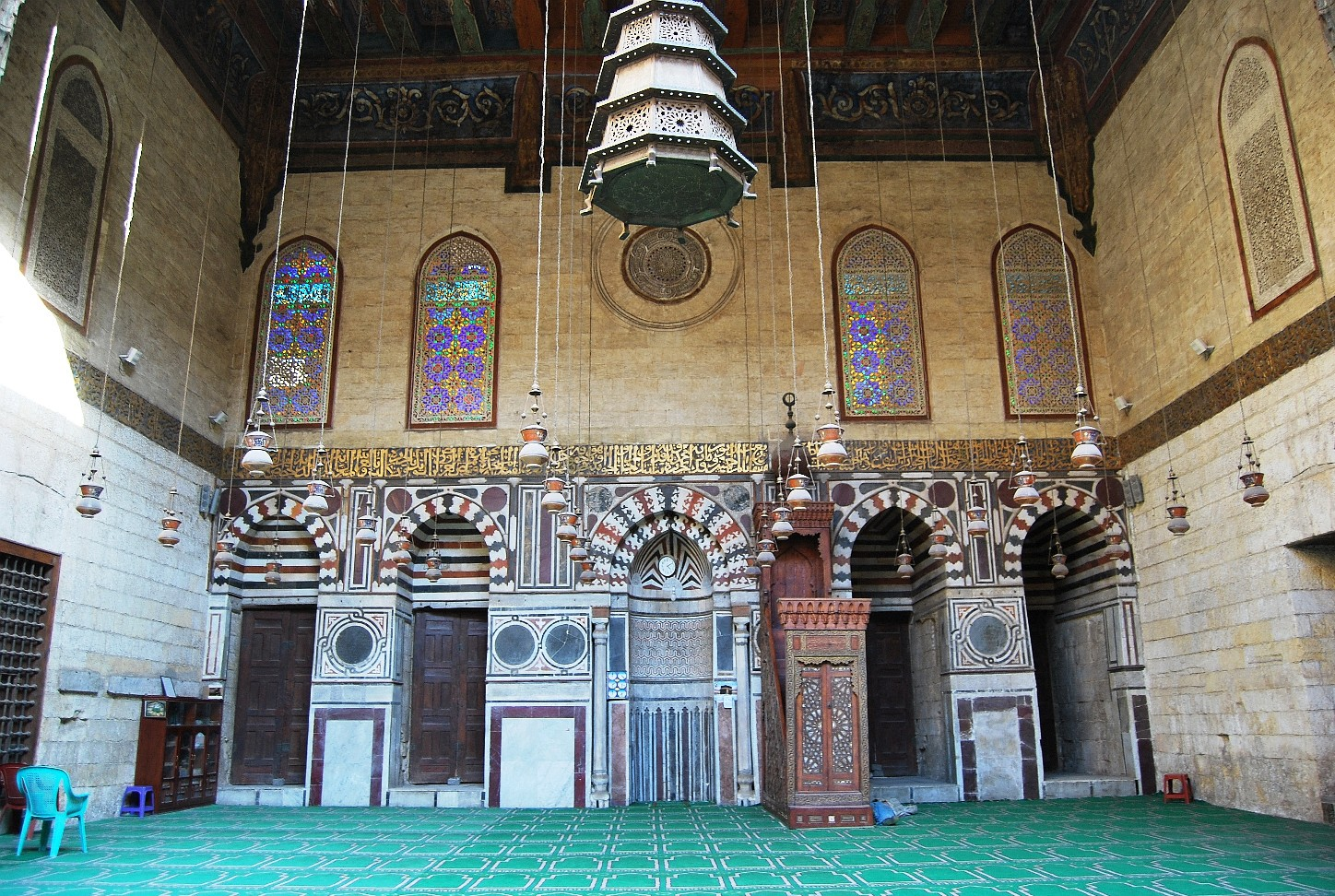
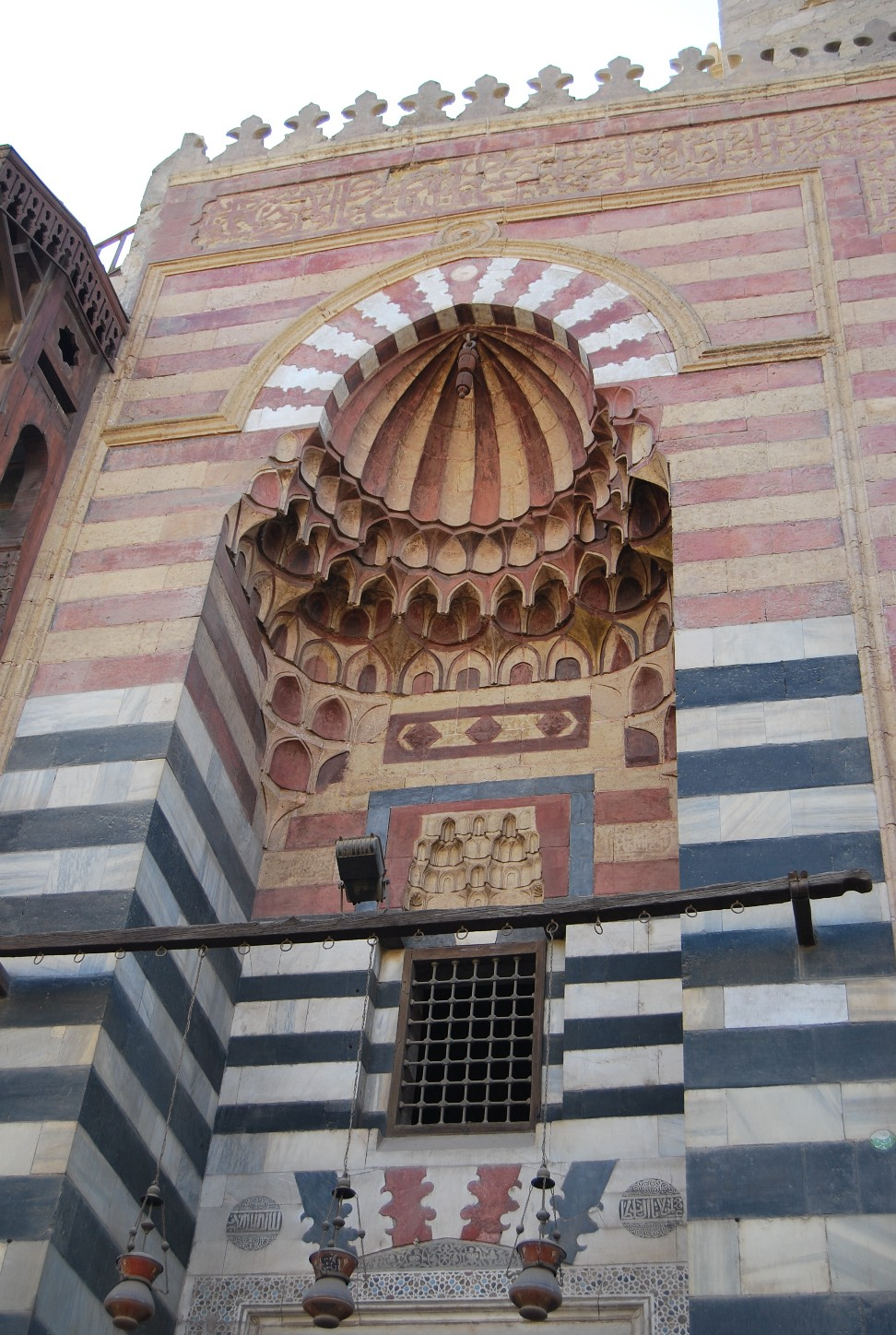
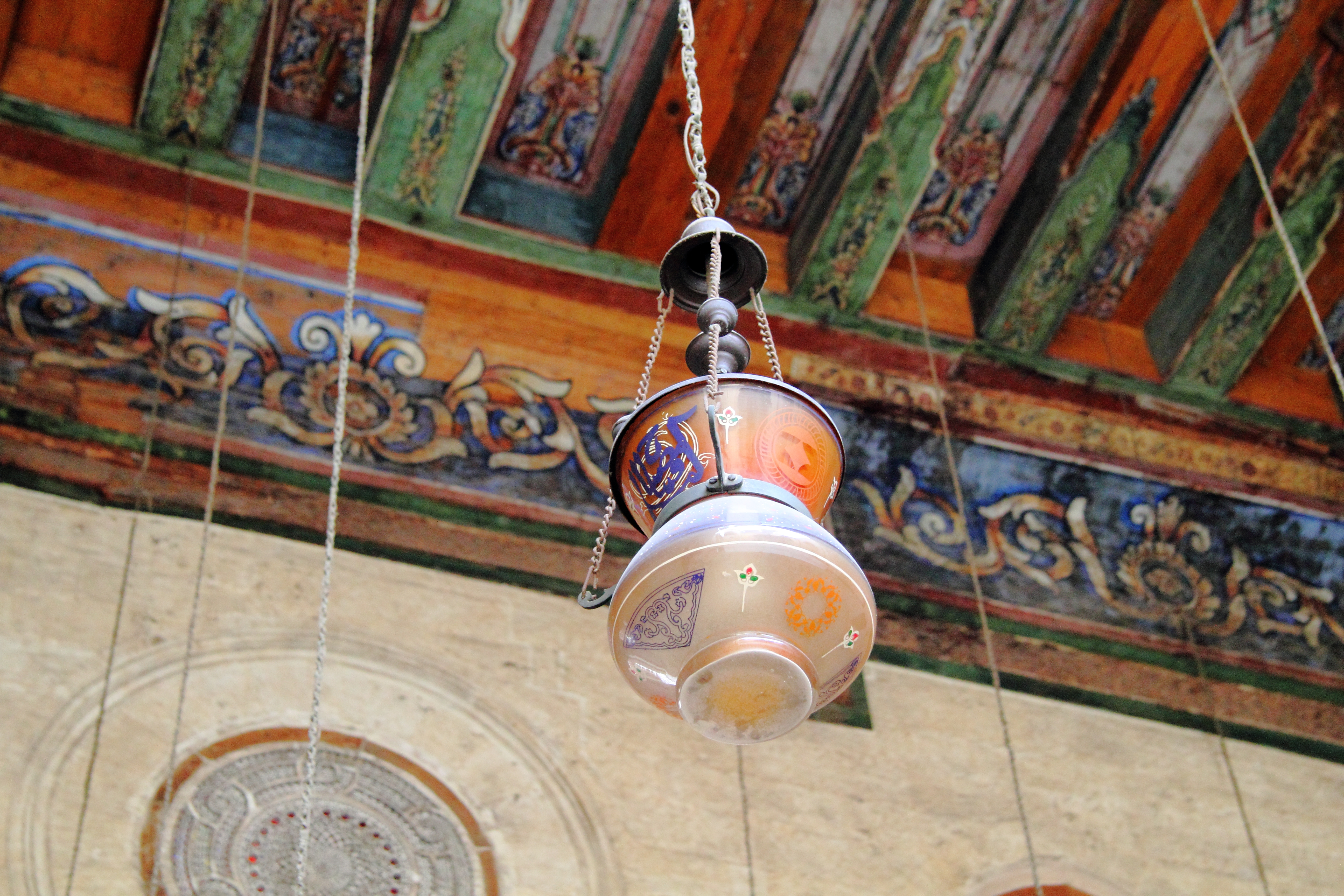
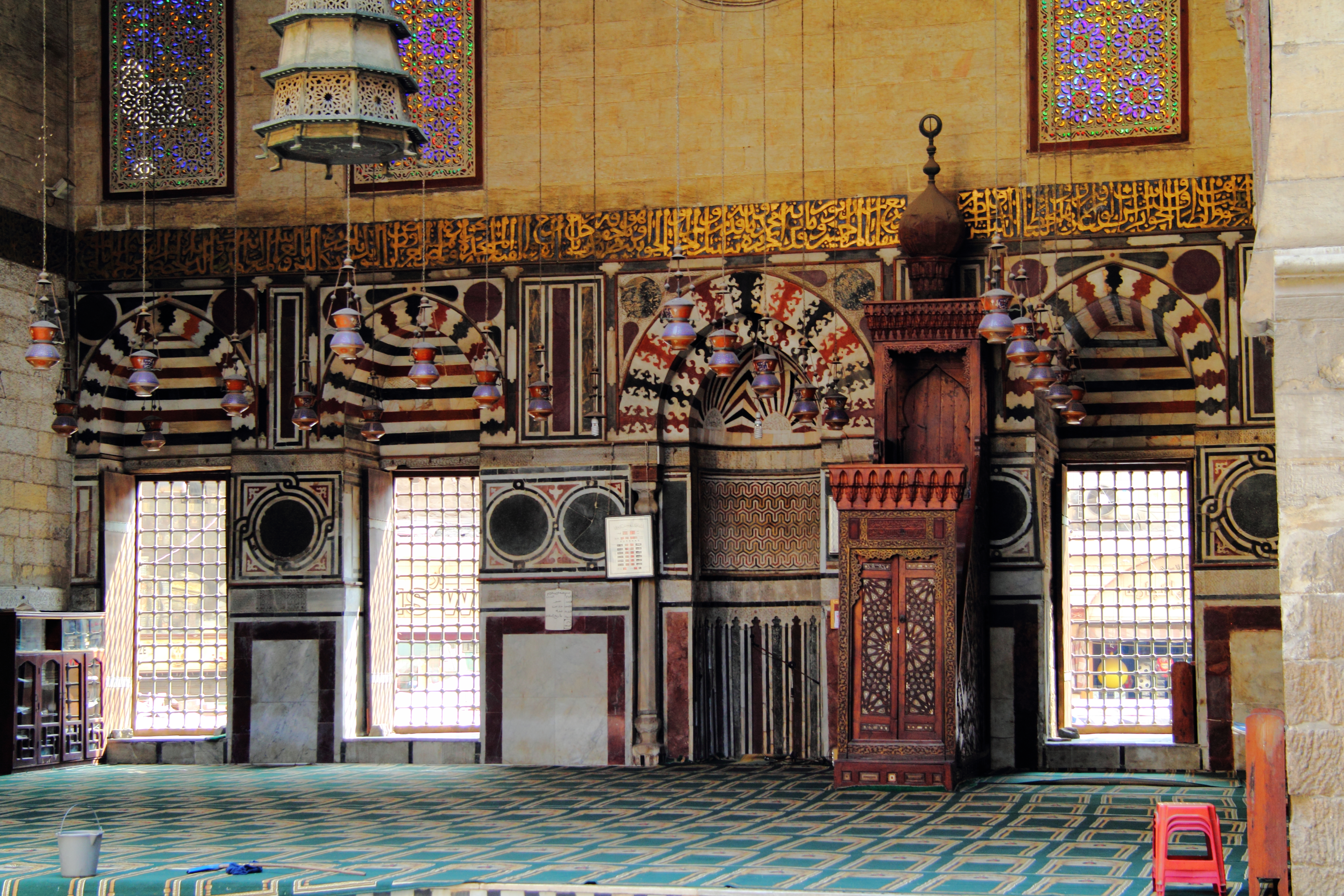
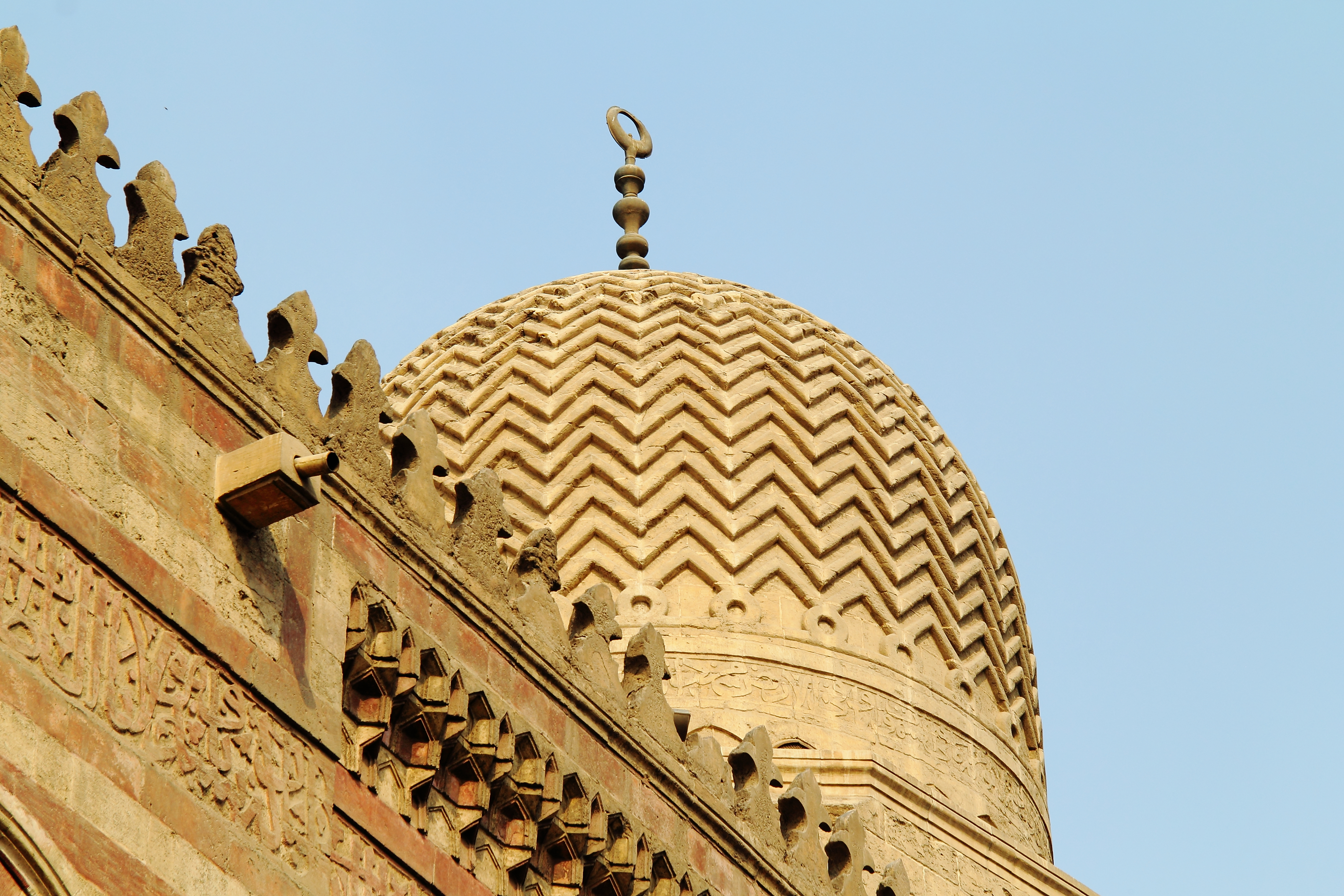
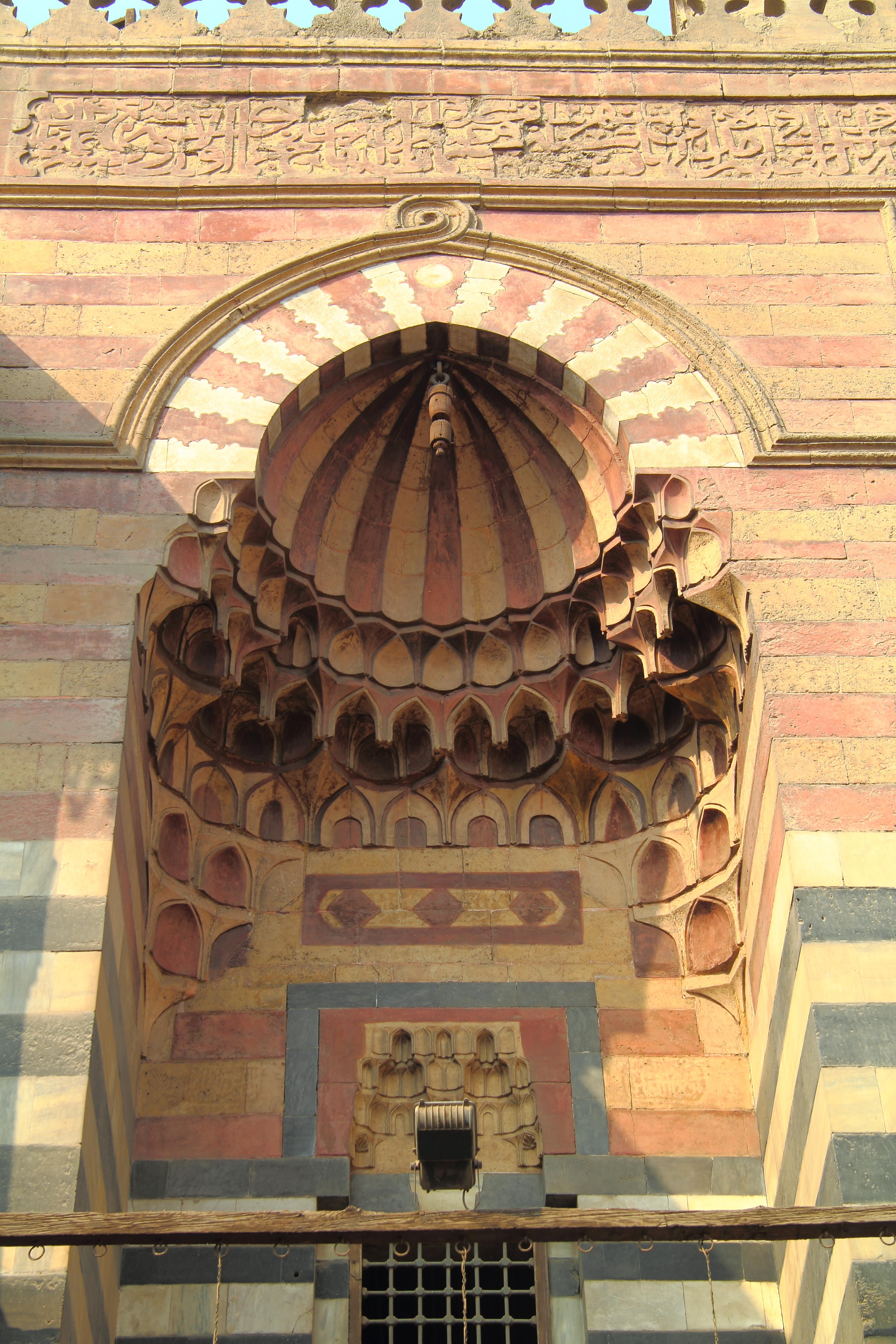
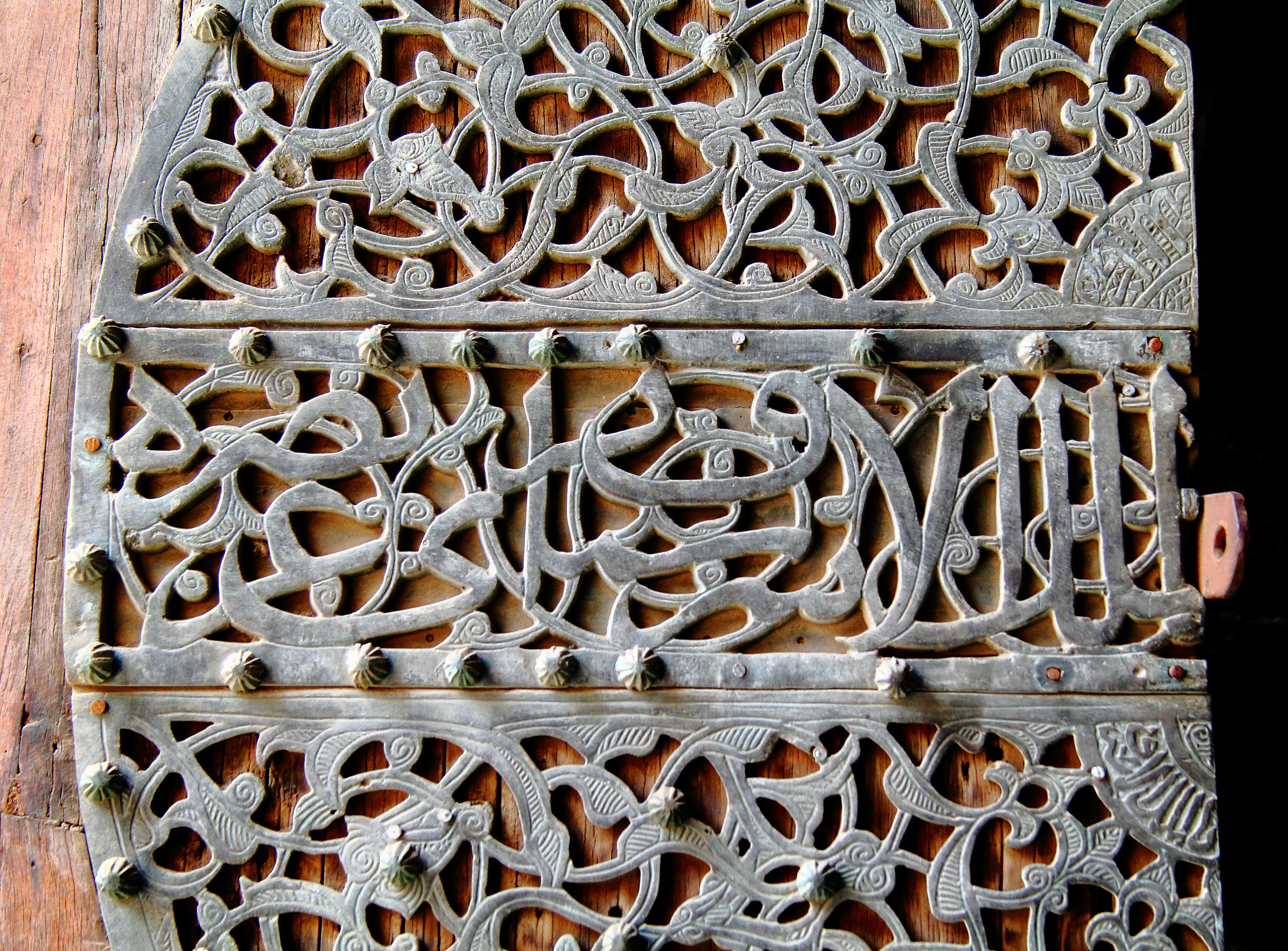
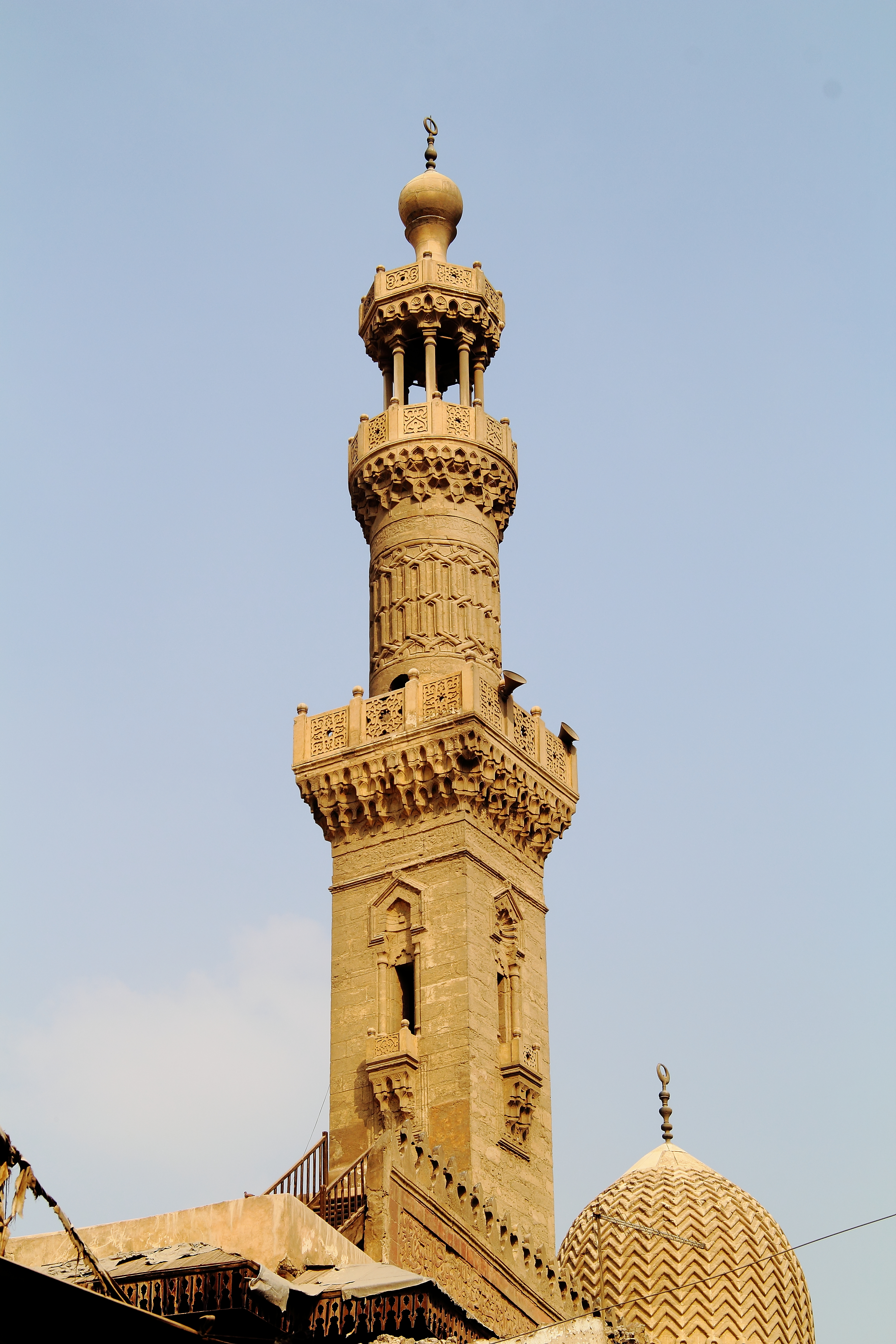
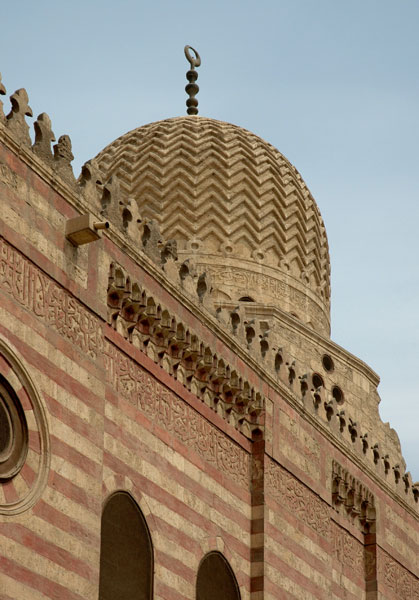
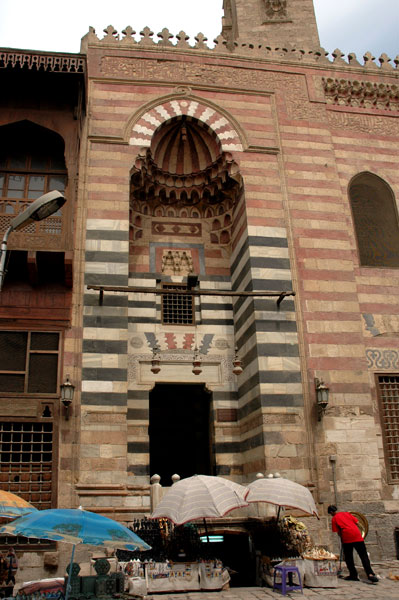
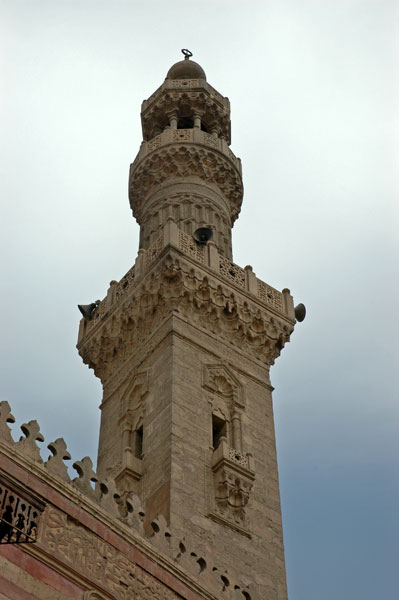
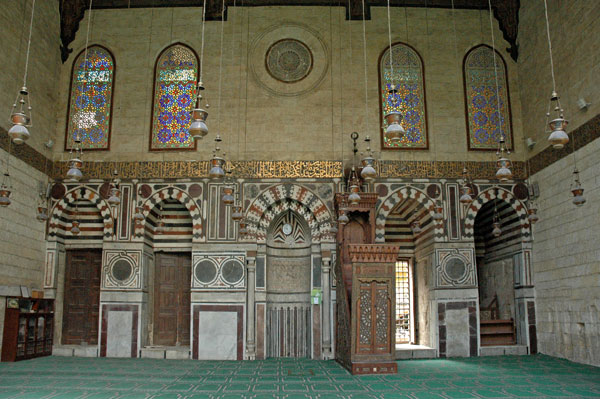
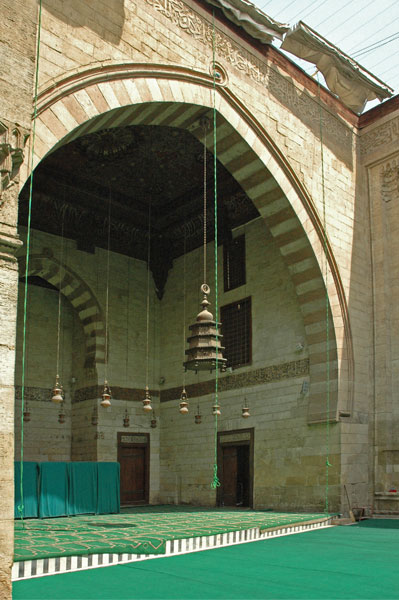